# 細川常芳
細川 常芳（ほそかわ つねよし）は江戸時代の武将。和泉上守護・細川元常の末裔。

## 概要
享保14年（1730年）7月1日に生まれ、同20年（1736年）12月23日には非蔵人に補任されている。明和5年（1768年）1月9日には正六位上・縫殿助・蔵人に叙任され、同月14日には禁色と昇殿を許されている。同7年（1770年）11月24日には後桃園天皇が即位したことで改めて蔵人・院判官代となり、拝賀にも従事している。安永8年（1779年）11月25日には光格天皇が即位したことで蔵人となり拝賀にも従事している。天明4年（1784年）11月11日には一臈（六位蔵人の首席）となり、同月13日には御衣を賜った。寛政3年（1791年）6月1日には礼仁親王（光格天皇の第一皇子）の蔵人となったが、翌日には礼仁親王が薨去したため光格天皇の蔵人に戻った。同6年（1794年）3月7日には中宮権少進を兼任した。同年12月25日には蔵人を全て辞し、禁色・昇殿を停止し、従五位下・民部大輔に叙任されている。文化5年（1808年）12月20日には81歳で死去した。
常芳の次男は吉田良喬の養子となり吉田良武を名乗った。良喬は半家・吉田家の庶流の人物であり、系譜は吉田兼倶-兼致-兼将-兼高-兼有-兼氏-兼則-兼条（兼任）-兼成	-兼時-兼典-良喬となる。細川和泉上守護家出身の常芳の子が吉田家の養子となったのは、江戸時代においては和泉上守護家と同系と考えられていた肥後細川氏の祖・細川藤孝の母が吉田兼倶の三男・清原宣賢の娘であることが関連していると考えられる。